# Aden Abdullah Osman Daar
Aaden Abdullah Osman. aka.”Daar” (Aaden Cabdulle Cusmaan Daar) (Beledweyne (región de Hiiraan); 9 de diciembre de 1908 - Nairobi; 8 de junio de 2007); fue un político somalí y primer presidente de su país tras su independencia en 1960.

## Biografía
Aden Abdullah Osman nació en Beledweyne (región de Hiiraan). Después de recibir educación en escuelas públicas, adquirió experiencia administrativa en oficinas del gobierno. 
Subsecuentemente se dedicó a su propio negocio. En febrero de 1944 se unió al Club de la Juventud Somalí (posteriormente Liga de la Juventud Somalí), se convirtió en miembro de la junta directiva del partido y en 1946 fue designado Secretario de la sección del partido en Belet Wayne. ël es miembro de la tribu hawiye.
En 1951, el Consejo Regional de Mudug lo designó para el Consejo Territorial en el cual sirvió ininterrumpidamente (hasta febrero de 1956) como representante del CJS.
En 1953, se convirtió en Vicepresidente del Consejo Territorial. En 1954 se transformó en el presidente de la Liga de la Juventud Somalí, posición que mantuvo hasta 1956. Reelegido en mayo de 1958, ocupó este puesto simultáneamente con el de Presidente de la Asamblea Legislativa hasta el 1 de julio de 1960.
En 1956 cuando el Consejo Territorial fue reemplazado por la Asamblea Legislativa, fue elegido miembro de la Asamblea Nacional para el distrito de Belet Weyne en las elecciones generales, mientras la Asamblea Legislativa lo apuntaba como Presidente.
En 1959, en las elecciones generales fue nuevamente elegido miembro de la Asamblea Nacional, la que nuevamente lo designó como Presidente. Ocupó el cargo hasta su derrota en las elecciones de 1967.
Fue erróneamente anunciada su muerte en un hospital de Nairobi, Kenia el 19 de mayo de 2007. Luego se aclaró que estaba en condición crítica, pero aún no había muerto.
Falleció pocas semanas más tarde en Nairobi, el 8 de junio de 2007, a los 98 años de edad.